# Theo Zwanziger

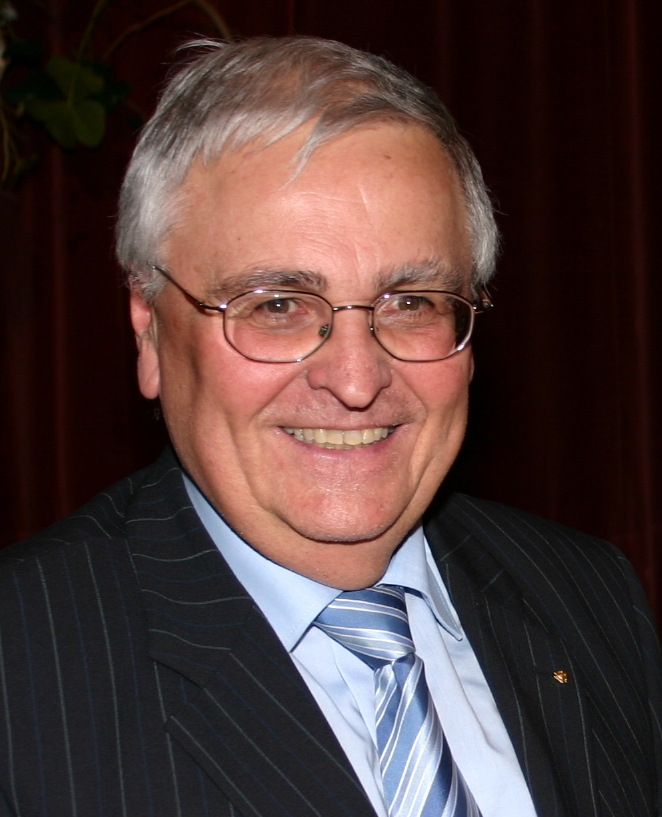
Theo Zwanziger (2006)

Theo Zwanziger (* 6. Juni 1945 in Altendiez) ist ein deutscher Politiker der CDU, Sportfunktionär und Jurist. Er war von 2006 bis 2012 Präsident des Deutschen Fußball-Bundes (DFB).

## Außersportliches Leben
Theo Zwanziger besuchte die Tilemannschule in Limburg an der Lahn und legte dort 1965 sein Abitur ab. Im selben Jahr begann er eine Ausbildung zum Steuerinspektor (Hochschule für Finanzen Edenkoben) auf die das Studium der Rechtswissenschaften sowie Referendariat folgten. Von 1976 bis 1980 war er in der Verwaltung des Westerwaldkreises in Montabaur beschäftigt und wurde 1978 an der Universität Mainz mit einer Arbeit im Steuer- und Verfassungsrecht zum Dr. jur. promoviert. Anschließend war Zwanziger von 1980 bis 1985 als Verwaltungsrichter aktiv. In der Folgezeit gehörte er bis 1987 als CDU-Abgeordneter dem Landtag Rheinland-Pfalz an. Von 1987 bis 1991 fungierte er als Regierungspräsident des damaligen rheinland-pfälzischen Regierungsbezirks Koblenz und schließlich als Verwaltungsrichter beim Abgabensenat des Oberverwaltungsgerichts Koblenz. Im Jahr 1991 gründete Zwanziger eine Anwaltskanzlei in Jena und später eine zweite in Altendiez. Die Anwaltskanzlei Dr. Theo Zwanziger & Collegen hat heute ihren Sitz im thüringischen Hermsdorf und Gera.
Theo Zwanziger ist verheiratet und hat zwei Söhne. Er ist evangelisch. Zwanzigers Sohn Ralf ist bei der TSG 1899 Hoffenheim Manager für den Frauen-Fußball. Am 19. Juni 2011 war er im Tatort Im Abseits in einem Cameo-Auftritt zu sehen.

## Laufbahn als Fußballfunktionär
Bis 1975 spielte er selbst Fußball beim VfL Altendiez und war anschließend Vorstandsmitglied des kleinen Vereins, dem er heute noch angehört. Weitere Stationen waren der Vorsitz des Fußballverbands Rheinland sowie ab 1992 der DFB-Vorstand, wo er zwischen 2001 und 2004 den Posten des Schatzmeisters innehatte. Innerhalb des Organisationskomitees für die WM 2006 war Zwanziger seit 2003 als Vizepräsident für Finanzen, Personal und Recht zuständig; zudem hatte er sich als Botschafter für die Fußball-Weltmeisterschaft 2006 der Menschen mit Behinderung in Deutschland engagiert.
Am 6. Juli 2004 erklärte er, bei der nächsten Wahl zum Vorsitzenden des DFB gegen Gerhard Mayer-Vorfelder anzutreten. Um eine Kampfabstimmung zwei Jahre vor der WM zu verhindern, einigte man sich am 9. Juli 2004 auf eine Doppelspitze, die am 23. Oktober 2004 auf dem 38. DFB-Bundestag in Osnabrück beschlossen wurde. Mayer-Vorfelder wurde dort als Präsident und Zwanziger als geschäftsführender Präsident gewählt; die Aufgabenbereiche wurden zwischen beiden aufgeteilt. Schon vor der Wahl sagte Mayer-Vorfelder intern zu, bei einem außerordentlichen DFB-Bundestag 2006 nicht erneut zu kandidieren. Auf diesem wurde Zwanziger am 8. September 2006 einstimmig zum (alleinigen) Präsidenten gewählt. Am 2. Dezember 2011 kündigte er an, im Oktober 2012 von diesem Amt zurückzutreten, da er im Jahr 2013 keinesfalls erneut kandidieren wolle. Letztlich übergab er bereits am 2. März 2012 die Amtsgeschäfte an Wolfgang Niersbach. Zwanziger selbst hatte sich für Erwin Staudt als seinen Nachfolger ausgesprochen.
Für Aufsehen sorgte 2008 und 2009 ein Rechtsstreit Zwanzigers mit dem Sportjournalisten Jens Weinreich, von dem Zwanziger aufgrund der Bezeichnung „unglaublicher Demagoge“ eine Unterlassungserklärung verlangte. Er unterlag in fünf Gerichtsinstanzen gegen Weinreich, bevor die Kontrahenten sich außergerichtlich einigten. 2010 gründete Zwanziger die „Theo-Zwanziger-Stiftung“, die der Förderung des Sports, dabei insbesondere der Förderung des Mädchen- und Frauenfußballs gewidmet ist.
Theo Zwanziger unterstützt als Botschafter die Initiative Respekt! Kein Platz für Rassismus. Er ist erklärter Fan von Borussia Mönchengladbach.
Zwanziger war von 2011 bis 2015 Mitglied des FIFA-Exekutivkomitees.
Im Juni 2015 machte er als Kritiker der Vergabe der Fußball-Weltmeisterschaft 2022 an Katar Schlagzeilen. Im Gespräch mit hr-info bezeichnete er Katar als „Krebsgeschwür des Weltfußballs“. Im April 2016 wies das Landgericht Düsseldorf eine Klage von Katar gegen diese Bezeichnung mit der Begründung ab, dass diese unter die Meinungsfreiheit falle. Im Dezember 2015 sagte er: „Ich würde als Fan nicht zur WM nach Katar fahren.“ In der Affäre um die Vergabe der Fußball-Weltmeisterschaft 2006 um eine schwarze Kasse bezichtigte er seinen Amtsnachfolger an der Spitze des DFB Wolfgang Niersbach der Lüge.

## Strafverfahren
Am 3. November 2015 gab die Staatsanwaltschaft Frankfurt am Main bekannt, dass sie gegen Zwanziger wegen des Verdachts auf Steuerhinterziehung ermittele. Zwanziger hatte 2007 als DFB-Präsident die Steuererklärung für die WM 2006 unterschrieben, in der die Beteiligung am Kulturprogramm als Betriebsausgaben aufgeführt wurden. Im Mai 2018 erhob die Staatsanwaltschaft Anklage gegen Zwanziger. Das Verfahren wurde im April 2025 gegen eine Auflage von 10.000 € eingestellt.
Die beiden Bundesverdienstkreuze, die Zwanziger in den Jahren Jahr 2005 und 2012 erhalten hatte, sandte er im Juli 2019 an Bundespräsident Frank-Walter Steinmeier mit der Begründung zurück, dass er nicht von einem Staat geehrt werden wolle, dessen hessische Amtsträger bei der Steuerfahndung und der Staatsanwaltschaft nach seiner Ansicht pflichtgemäße Amtsführung mit unkontrolliertem Verfolgungseifer verwechselten.

Die schweizerische Bundesanwaltschaft hat am 6. November 2015 ein Strafverfahren gegen Zwanziger wegen des Verdachts auf Betrug, ungetreue Geschäftsbesorgung, Geldwäscherei und Veruntreuung eingeleitet und letztlich im August 2019 Anklage gegen die ehemaligen DFB-Funktionäre Horst R. Schmidt, Theo Zwanziger und Wolfgang Niersbach sowie den Schweizer Urs Linsi erhoben. Theo Zwanziger kommentierte die Anklageerhebung wie folgt:

„Diese ganze Schweizer Kampagne ist desolat, bösartig und wird völlig scheitern, weil ich mir überhaupt nichts vorzuwerfen habe. Diese unfähigen Ermittler rasen mit dem Kopf gegen eine Wand - zum Schluss gewinnt immer die Wand. Das Ganze ist inzwischen längst ein Justizskandal und kein wirklich vorwerfbares Verhalten gegenüber den Beschuldigten.“

Die Anwälte der Angeklagten beantragten die Aussetzung oder Einstellung des Prozesses unter anderem aufgrund der COVID-19-Pandemie, was das Gericht jedoch am 5. März 2020 ablehnte. Bis Ende April 2020 musste ein erstinstanzliches Urteil gefällt sein, um einer Verjährung zu entgehen. Am 17. März 2020 wurde der Prozess vom Bundesstrafgericht doch ausgesetzt und es trat am 27. April die Verjährung ein.
Ein von der FIFA unterdessen eingeleitetes sportrechtliches Verfahren wurde am 25. Februar 2021 mit dem Hinweis auf die inzwischen eingetretene Verjährung eingestellt.

## Ehrungen und Auszeichnungen
Vor allem während seiner Zeit als Vorsitzender des Deutschen Fußball-Bundes wurde Zwanziger mit verschiedenen Auszeichnungen geehrt:
- 2004 Goldene Ehrennadel des DFB
- 2005 Bundesverdienstkreuz 1. Klasse der Bundesrepublik Deutschland (Rückgabe an den Bundespräsidenten im Juli 2019)
- 2008 Tolerantia-Preis der Maneo für seinen „Einsatz gegen Intoleranz und Homophobie im Breitensport“[24] (gemeinsam mit dem Fußballer Philipp Lahm und der Sportwissenschaftlerin Tanja Walther)
- 2008 Preis des Vereins Gegen Vergessen – Für Demokratie 2008[25]
- 2009 Kompassnadel des Schwulen Netzwerkes NRW 2009[26]
- 2009 Leo-Baeck-Preis „für seinen Einsatz gegen Fremdenfeindlichkeit, Diskriminierung und Rechtsextremismus“.[27]
- 2012 Großes Bundesverdienstkreuz (Rückgabe an den Bundespräsidenten im Juli 2019)[28]